# Зелиньский, Ян
Ян Зелиньский (пол. Jan Zieliński; род. 16 ноября 1996, Варшава) — польский теннисист. Победитель двух турниров Большого шлема в смешанном парном разряде (Открытый чемпионат Австралии-2024, Уимблдон-2024); финалист одного турнира Большого шлема в парном разряде (Открытый чемпионат Австралии-2023); победитель пяти турниров ATP в парном разряде. Чемпион юношеских Олимпийских игр 2014 года в смешанном парном разряде.

## Общая биография
Отец — Анджей; мать — Дорота; есть брат — Антоний.
Ллойд начал играть в теннис в шесть лет. Любимое покрытие — хард, любимый турнир — Уимблдон. Кумиром в мире тенниса во время взросления был Рафаэль Надаль. Болельщик футбольного клуба Барселона и баскетбольного Голден Стэйт Уорриорз.

## Спортивная карьера
С 2020 года Зелиньский представляет Польшу на Кубке Дэвиса, на январь 2024 года в 7 матчах парного разряда одержал 5 побед.

### 2014
В августе 2014 года, в Нанкине (Китай) вместе со швейцаркой Джил Тайхманн стал чемпионом юношеских Олимпийских игр в смешанном парном разряде, в финале победив китаянку Е Цююй и японца Дзюмпэй Ямасаки со счётом: 4-6, 6-3, [10-4]. На этих Олимпийских играх он также выступал в парном разряде среди юношей вместе со своим соотечественником Камилем Майхшаком, где они заняли 4-е место, в матче за бронзу проиграв японцам Рётаро Мацумура и Дзюмпэй Ямасаки.

### 2021
В конце июля 2021 года вместе с соотечественником Шимоном Вальковым стал финалистом парного турнира категории ATP 250 Suisse Open Gstaad в Гштаде (Швейцария), где они в финале проиграли швейцарской паре Марк-Андреа Хюслер и Доминик Штрикер со счётом 1-6, 6-7(7-9).

### 2023—2024
В январе 2023 года на турнире Большого шлема Открытом чемпионате Австралии, вместе с теннисистом из Монако Юго Нисом стал финалистом в парном разряде, где они в финале проиграли австралийцам Ринки Хидзикату и Джейсону Кублеру со счётом: 4-6, 6-7(4-7).
В январе 2024 года на турнире Большого шлема Открытом чемпионате Австралии, Зелиньский вместе с Се Шувэй из Китайского Тайбэя стал победителем в смешанном парном разряде, где они в финале победили британца Нила Скупски и американку Дезире Кравчик со счётом 6-7(5-7), 6-4, [11-9].
На этом же турнире в мужском парном разряде совместно с теннисистом из Монако Юго Нисом дошли до четвертьфинала, где проиграли немецким теннисистам Доминику Кёпферу и Яннику Ханфману.

## Рейтинг на конец года
| Год  | Одиночный рейтинг | Парный рейтинг |
| 2024 | —                 | 25             |
| 2023 | —                 | 20             |
| 2022 | —                 | 34             |
| 2021 | 859               | 96             |
| 2020 | 829               | 214            |
| 2019 | 843               | 370            |
| 2018 | —                 | 494            |
| 2017 | —                 | 1512           |
| 2016 | 1928              | 895            |
| 2015 | 1027              | 560            |
| 2014 | 1467              | 699            |

## Выступления на турнирах

### Финалы турниров Большого шлема в парном разряде (1)

#### Поражения (1)
| №  | Год  | Турнир                       | Покрытие | Партнёр | Соперники в финале             | Счёт       |
| 1. | 2023 | Открытый чемпионат Австралии | Хард     | Юго Нис | Джейсон Кублер Ринки Хидзиката | 4-6 6-7(4) |

### Финалы турниров ATP в парном разряде (13)

#### Победы (5)
| Легенда                         |
| ------------------------------- |
| Турниры Большого шлема (0+0+2)* |
| Итоговый турнир ATP (0)         |
| Мастерс (0+1)                   |
| АТР 500 (0+1)                   |
| АТР 250 (0+3)                   |

| Титулы по покрытиям | Титулы по месту проведения матчей турнира |
| ------------------- | ----------------------------------------- |
| Хард (0+4+1)*       | Зал (0+3)                                 |
| Грунт (0+1)         | Зал (0+3)                                 |
| Трава (0+0+1)       | Открытый воздух (0+2+2)                   |
| Ковёр (0)           | Открытый воздух (0+2+2)                   |

* количество побед в одиночном разряде + количество побед в парном разряде + количество побед в миксте.
| №  | Дата             | Турнир             | Покрытие   | Партнёр       | Соперники в финале                | Счёт       |
| 1. | 26 сентября 2021 | Мец, Франция       | Хард (зал) | Хуберт Хуркач | Юго Нис Артур Риндеркнех          | 7-5 6-3    |
| 2. | 25 сентября 2022 | Мец, Франция (2)   | Хард (зал) | Юго Нис       | Ллойд Гласспул Харри Хелиёваара   | 7-6(5) 6-4 |
| 3. | 21 мая 2023      | Рим, Италия        | Грунт      | Юго Нис       | Ботик ван де Зандсхюлп Робин Хасе | 7-5 6-1    |
| 4. | 11 ноября 2023   | Мец, Франция (3)   | Хард (зал) | Юго Нис       | Хендрик Йебенс Константин Францен | 6-4 6-4    |
| 5. | 2 марта 2024     | Акапулько, Мексика | Хард       | Юго Нис       | Сантьяго Гонсалес Нил Скупски     | 6-3 6-2    |

#### Поражения (8)
| №  | Дата            | Турнир                       | Покрытие   | Партнёр          | Соперники в финале                   | Счёт                 |
| 1. | 25 июля 2021    | Гштад, Швейцария             | Грунт      | Шимон Вальков    | Марк-Андреа Хюслер Доминик Штрикер   | 1-6 6-7(7)           |
| 2. | 9 апреля 2022   | Марракеш, Марокко            | Грунт      | Андреа Вавассори | Давид Вега Эрнандес Рафаэл Матос     | 1-6 5-7              |
| 3. | 27 августа 2022 | Уинстон-Сейлем, США          | Хард       | Юго Нис          | Джейми Маррей Мэттью Эбден           | 4-6 2-6              |
| 4. | 28 января 2022  | Открытый чемпионат Австралии | Хард       | Юго Нис          | Джейсон Кублер Ринки Хидзиката       | 4-6 6-7(4)           |
| 5. | 29 октября 2023 | Базель, Швейцария            | Хард (зал) | Юго Нис          | Сантьяго Гонсалес Эдуар Роже-Васслен | 7-6(8) 6-7(3) [1-10] |
| 6. | 21 апреля 2024  | Барселона, Испания           | Грунт      | Юго Нис          | Максимо Гонсалес Андрес Мольтени     | 6-4 4-6 [9-11]       |
| 7. | 9 февраля 2025  | Роттердам, Нидерланды        | Хард (зал) | Сандер Жийе      | Симоне Болелли Андреа Вавассори      | 2-6 6-4 [6-10]       |
| 8. | 16 февраля 2025 | Марсель, Франция             | Хард (зал) | Сандер Жийе      | Бенжамен Бонзи Пьер-Юг Эрбер         | 3-6 4-6              |

### Финалы турниров Большого шлема в смешанном парном разряде (2)

#### Победы (2)
| №  | Год  | Турнир                       | Покрытие | Партнёр  | Соперники в финале               | Счёт              |
| 1. | 2024 | Открытый чемпионат Австралии | Хард     | Се Шувэй | Дезире Кравчик Нил Скупски       | 6-7(5) 6-4 [11-9] |
| 2. | 2024 | Уимблдон                     | Трава    | Се Шувэй | Гильяна Ольмос Сантьяго Гонсалес | 6-4 6-2           |